# Kinemacolor

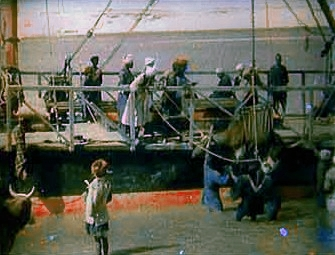
Kinemacolor del 1911 ricreato a materiali originali.

Il Kinemacolor fu il primo processo riuscito di film a colori, usato commercialmente dal 1908 al 1914. Fu inventato da George Albert Smith nel 1906. Questi fu influenzato dal lavoro di William Norman Lascelles Davidson, e, in maniera più diretta, da Edward Raymond Turner. Fu lanciato dalla Urban Trading Co. di Londra di Charles Urban nel 1908. Dal 1909 in poi, il processo fu conosciuto come Kinemacolor. Era un processo di mescolanza additiva a due colori, che fotografava e proiettava una pellicola pancromatica in bianco e nero dietro filtri alternati rosso e verde.

## Il processo
How to Make and Operate Moving Pictures ("Come fare per gestire i film") pubblicato dalla Funk and Wagnalls nel 1917 nota quanto segue:
Dei molti tentativi di produrre immagini cinematografiche... la maggior quantità di attenzione è stata finora attirata da un sistema inventato da George Albert Smith, e sviluppato commercialmente da Charles Urban sotto il nome di "Kinemacolor". In questo sistema (per citare dalla Cassell's Cyclopædia of Photography, curata dal curato di questo libro), si usano solo due filtri nel riprendere i negativi e solo due nel proiettare i positivi. La cinepresa assomiglia alla normale macchina da presa cinematografica tranne che scorre al doppio della velocità, riprendendo trentadue immagini al secondo invece di sedici, ed è dotata di un filtro rotante a colori in aggiunta al normale otturatore. Questo filtro è un ingranaggio con uno scheletro di alluminio... che ha quattro segmenti, due aperti, G e H; uno riempito di gelatina colorata di rosso, E F; e il quarto contenente gelatina colorata di verde, A B. La cinepresa è collegata in modo che le esposizioni sono fatte alternativamente attraverso la gelatina rossa e la gelatina verde. Si usa pellicola pancromatica, dalla quale il negativo è stampato nel modo normale, e si capirà [quindi] che non c'è colore nella pellicola stessa.

## Prima cinematografica
Il primo film mostrato in Kinemacolor fu un cortometraggio di otto minuti girato a Brighton intitolato A Visit to the Seaside, che fu presentato commercialmente nel settembre 1908. Il 26 febbraio 1909, il pubblico comune vide per la prima volta il Kinemacolor in un programma di ventuno cortometraggi mostrati al Palace Theater di Londra. Il processo fu visto per la prima volta negli Stati Uniti l'11 dicembre 1909, in un'esposizione allestita da Smith e Urban al Madison Square Garden di New York.
Nel 1910, la Kinemacolor distribuì il primo film drammatico fatto con questo processo, Checkmated. Il documentario With Our King and Queen Through India (noto anche come The Durbar at Delhi, 1912) e i drammi The World, the Flesh and the Devil (1914), e Little Lord Fauntleroy (1914) furono i primi tre lungometraggi fatti a colori. Sfortunatamente, questi ultimi due lungometraggi furono anche tra gli ultimi film distribuiti dalla Kinemacolor.

## Successo e declino
I proiettori Kinemacolor furono infine installati in circa 300 cinema in Gran Bretagna, e furono prodotti 54 film drammatici. Quattro cortometraggi drammatici furono dalla Kinemacolor anche negli Stati Uniti nel 1912–1913, e uno in Giappone, Yoshitsune Senbon Zakura (1914).
Tuttavia, la compagnia non fu mai un successo, in parte per via degli alti costi di installazione degli speciali proiettori Kinemacolor nelle sale cinematografiche. Inoltre, il processo soffriva della formazione di "frange" e "aloni" sulle immagini, un problema insolubile finché il Kinemacolor rimase un processo per fotogrammi successivi. La Kinemacolor negli Stati Uniti divenne molto importante quando il suo studio di Hollywood fu rilevato da David Wark Griffith, che rilevò anche i progetti falliti della Kinemacolor per girare The Clansman di Thomas Dixon, che divenne alla fine il
celeberrimo La nascita di una nazione (1915).
La prima versione (additiva) del Prizma Color, sviluppato da William Van Doren Kelley negli Stati Uniti dal 1913 al 1917, usava alcuni degli stessi principi del Kinemacolor. Nel Regno Unito, William Friese-Greene sviluppò un altro sistema di mescolanza additiva per i film chiamato Biocolour. Tuttavia, nel 1914 George Albert Smith fece causa a Friese-Greene per violazione dei brevetti della Kinemacolor, rallentando lo sviluppo del Biocolour da parte dello stesso Friese-Greene e di suo figlio Claude negli anni 1920.

## Elenco di film fatti in Kinemacolor
- The Adopted Child (1911)
- Aldershot Views (1912)
- All's Well That Ends Well (1914)
- Alpes-Maritimes — Cascade de Courmes (1912)
- The Alps (1913)
- An American Invasion (1913)
- The Amorous Doctor (1911)
- Artillery Drill at West Point (1910)
- Atlantic City (1912)
- The Baby (1910)
- A Balkan Episode (1911)
- Band of Queen's Highlanders (1909)
- Big Waves at Brighton (1912)
- Biskra and the Sahara Desert (1910)
- The Blackmailer (1911)
- Boys Will Be Boys (1911)
- Brown's German Liver Cure (1911)
- The Bully (1910)
- The Burglar as Father Christmas (1911)
- Butterflies (1913)
- By Order of Napoleon (1910)
- By the Side of the Zuyder Zee (1912)
- Caesar's Prisoners (1911)
- Cairo and the Nile (1912)
- The Call of the Blood (1913)
- The Cap of Invisibility (1912)
- Carnival at Nice (1914)
- Carnival in Ceylon (1913)
- Carnival Scenes at Nice and Cannes (1909)
- Cart Horse Parade-May 31-Regent's Park (1912)
- Castles in the Air (1912)
- Cat Studies (1908)
- Charles Barnold's Dog and Monkey (1912)
- Checkmated (1911)
- Children Forming United States Flag at Albany Capitol (1912)
- Children's Battle of Flowers at Nice (1909)
- Choosing the Wallpaper (1910)
- A Christmas Spirit (1912)
- Church Parade of the 7th Hussars and 16th Lancers (1909)
- A Cingalese Fishing Village in Ceylon (1913)
- A Citizeness of Paris (1911)
- The Clown's Sacrifice (1911)
- Coney Gets the Glad Eye (1913)
- Coney as a Peacemaker (1913)
- Coronation of George V (1911)
- The Coster's Wedding (1910)
- The Crusader (1911)
- Dandy Dick of Bishopsgate (1911)
- A Detachment of Gordon Highlanders (1909)
- Detective Henry and the Paris Apaches (1911)
- A Devoted Friend (1911)
- Egypt (1910)
- Elevating an Elephant (1913)
- An Elizabethan Romance (1912)
- Entertaining Auntie (1913)
- Esther: A Biblical Episode (1911)
- The Explorers (1913)
- The Fall of Babylon (1911)
- Farm Yard Friends (1910)
- Fate (1911)
- Fifty Miles from Tombstone (1913)
- The Fisherman's Daughter (1911)
- Floral Fiends (1910)
- The Flower Girl of Florence (1911)
- Following Mother's Footsteps (1911)
- For the Crown (1911)
- A French Duel (1911)
- From Bud to Blossom (1910)
- From Factory Girl to Prima Donna (1911)
- The Funeral of Edward VII (1910)
- Galileo (1911)
- A Gambler's Villainy (1912)
- Ganges at Benares (1913)
- The General's Only Son (1911)
- George V's Visit to Ireland (1911)
- Gerald's Butterfly (1912)
- Girl Worth Having (1913)
- Gladioli (1913)
- The Glorious Adventure (1918)
- Haunted Otter (1913)
- Hiawatha (1913)
- A Highland Lassie (1910)
- The Highlander (1911)
- His Brother's Keeper (1913)
- His Conscience (1911)
- His Last Burglary (1911)
- The House That Jack Built (1913)
- How to Live 100 Years[6] (1913)
- The Hypnotist and the Convict (1911)
- Ice Cutting on the St. Lawrence River (1912)
- In Gollywog Land (1912)
- In the Reign of Terror (1911)
- Inaugurazione del Campanile di San Marco, Venezia (1912)
- Incident on Brighton Beach (1909)
- Indiens sur le terrain M. A. A. A. (1910)
- The Inventor's Son (1911)
- The Investiture of the Prince of Wales at Caernarvon (1911)
- Italian Flower and Bead Vendors (1912)
- Italy (1910)
- Jack and the Beanstalk (1912)
- Jane Shore (1911)
- Japan (1913)
- Johnson at the Wedding (1911)
- Julius Caesar's Sandals (1911)
- Kinemacolor Fashion Gazette (1913)
- Kinemacolor Panama Pictures (1913)
- Kinemacolor Photo Plays (1913)
- Kinemacolor Puzzle (1909)
- Kinemacolor Songs (1911)
- The King and Queen on Their Way to Open the Victoria and Albert Museum (1912)
- The King of Indigo (1911)
- Kitty the Dressmaker (1911)
- Lady Beaulay's Necklace (1911)
- Lake Garda Northern Italy (1910)
- Launch of the S.S. Olympic (1912)
- The Letter (1909)
- Liquors and Cigars (1910)
- The Little Daughter's Letter (1911)
- Little Lady Lafayette (1911)
- Little Lord Fauntleroy (1914)
- The Little Picture Producer (1914)
- The Little Wooden Soldier (1912)
- The London Fire Brigade (1910)
- London Zoological Gardens (1910)
- Lost Collar Stud (1914)
- The Lost Ring (1911)
- Love and War in Toyland (1913)
- Love Conquers (1911)
- Love in a Cottage (1911)
- Love of Riches (1911)
- Love Story of Charles II (1911)
- Love's Strategy (1911)
- A Lucky Escape (1911)
- The Lust for Gold (1912)
- Magic Ring (1911)
- The Making of the Panama Canal (1912)
- The Marble Industry at Carrara Italy (1913)
- A Merry Monarch (1913)
- The Mighty Dollar (1912)
- The Millionaire's Nephew (1911)
- The Minstrel King (1912)
- Miscellaneous Flowers (1914)
- Mischievous Puck (1911)
- Mission Bells (1913)
- Modelling Extraordinary (1912)
- A Modern Hero (1911)
- The Modern Pygmalion and Galatea (1911)
- Motor and Yacht Boating in England (1910)
- Music Hath Charms (1911)
- Mystic Manipulations (1911)
- A Narrow Escape (1913)
- Nathan Hale (1913)
- Natural Color Portraiture (1909)
- Naval Review at Spithead (1910)
- Nell Gwynn the Orange Girl (1911)
- Nobility (1912)
- A Noble Heart (1911)
- Normal Melbourne (1912)
- Nubia, Wadi Halfa and the Second Cataract (1911)
- Oedipus Rex (1911)
- Ofia, the Woman Spy (1912)
- The Old Guitar (1912)
- The Old Hat (1910)
- Oliver Cromwell (1911)
- Only a Woman (1912)
- Other People's Children (1913)
- Pageant of New Romney, Hythe, and Sandwich (1910)
- Pagsanjan Falls (1911)
- Paris Fashions (1913)
- The Passions of an Egyptian Princess (1911)
- The Peasants and the Fairy (1911)
- Performing Elephants (1913)
- Phil Rees' Stable Lads (1912)
- Picking Strawberries (1910)
- Pisa Italy (1913)
- Pompeii (1912)
- Potomac Falls Virginia (1910)
- The Power of Prayer (1913)
- The Priest's Burden (1911)
- The Princess of Romana (1913)
- The Rabbits-Sheep-Carrots for the Donkey (1909)
- Rambles in Paris (1913)
- Reaping (1909)
- The Rebel's Daughter (1911)
- Representatives of the British Isles (1909)
- Reptiles (1912)
- Review of Troops by George V (1910)
- Revues des Boy Scouts a Montreal (1910)
- The Richmond Horse Show (1910)
- The Rivals (1913)
- Riviera Coast Scenes (1909)
- Riviera Fisher Folk (1909)
- Robin Hood (1913)
- A Romance of the Canadian Wilds (1910)
- Romani the Brigand (1912)
- Royal Ascot (1912)
- A Run with the Exmoor Staghounds (1912)
- Sailing and Motor Boat Scenes at Southwick (1909)
- Samson and Delilah, regia di Theo Frankel (1911)
- Santa Claus (1913)
- Saved From the Titanic (1912) (solo due scene filmate in Kinemacolor)
- The Scarlet Letter (1913)
- Scenes a Montreal comprenant le Gymkhana (1910)
- Scenes in Algeria (1910)
- Scenes on the Mediterranean (1913)
- A Scrap of Paper (1913)
- A Seaside Comedy (1912)
- The Silken Thread (1911)
- Simpkin's Dream of a Holiday (1911)
- Small Game at the Zoo (1912)
- Soldiers' Pet (1909)
- Spreewald (1913)
- St. John the Baptist (1912)
- Stage Struck (1913)
- Steam (1910)
- The Story of the Orange (1913)
- The Story of the Wasp (1914)
- Strange Mounts (1912)
- Suffragette's Parade in Washington, D.C. (1913)
- The Sugar Industry of Jamaica (1913)
- Sunset on the Nile (1913)
- Swank and the Remedy (1911)
- Swans (1909)
- Sweet Flowers (1909)
- Tartans of Scottish Clans (1906)
- Telemachus (1911)
- Three Cape Girls (1912)
- The Tide of Fortune (1912)
- Theodore Roosevelt (1912)
- There Is a God (1913)
- Tobogganing in Switzerland (1913)
- La Tosca (1911) con Lillian Russell basato sull'opera di Victorien Sardou
- A Tragedy of the Olden Times (1911)
- Trilby and Svengali (1911)
- A Trip Up Mount Lowe USA (1913)
- A True Briton (1912)
- Two Can Play at the Same Game (1911)
- The Two Chorus Girls (1911)
- Two Christmas Hampers (1911)
- Two Clowns (1906)
- The Two Rivals (1912)
- Uncle's Picnic (1911)
- The Unveiling of the Queen Victoria Memorial (1911)
- The Vandal Outlaws (1912)
- Venice and the Grand Canal (1910)
- The Vicissitudes of a Top Hat (1912)
- View of Brighton Front (1909)
- A Visit to Aldershot (1909)
- A Visit to the Seaside (1908)
- Visite de son Altesse Royale le Duc de Connaught a Montreal (1910)
- Voyage de Liverpool a Vancouver via Montreal (1910)
- Washington's Home and Grounds at Mount Vernon (1910)
- Water Carnival at Villefranche-sur-Mer (1909)
- Waves and Spray (1909)
- William Howard Taft (1912)
- William Tell (1914)
- Winter in Moscow (1913)
- Winter Sports at Are (1913)
- With Our King and Queen Through India (The Durbar at Delhi) (1912)
- The Wizard and the Brigands (1911)
- Women Draped in Patterned Handkerchiefs[7] (1908)
- The World, the Flesh, and the Devil (1914)
- Yoshitsune Senbon Zakura (Japan, 1914)